# قشه توت
قشه توت، روستایی است از توابع بخش صالح آباد شهرستان تربت جام در استان خراسان رضوی.
این روستا در دهستان قلعه حمام قرار دارد و بر اساس سرشماری سال ۱۳۸۵ جمعیت آن (۱۶۱خانوار) ۶۶۲نفر 
بوده‌است.